# André Moussa
André Moussa est un joueur de go français, qui tient le record de victoires aux Championnat de France de go avec 13 victoires.

## Biographie
André Moussa est né le 29 juillet 1954. Il entre en 1974 à l'École normale supérieure, puis enseigne la physique et la chimie comme professeur agrégé, en particulier au lycée Darius Milhaud.
Il gagne pour la première fois les Championnats de France de go en 1976 après que Patrick Mérissert-Coffinières a décidé de quitter le go peu après sa victoire aux championnats d'Europe, titre que Moussa conservera jusque 1983. Il obtient la médaille de bronze des championnats d'Europe en 1980 à Mali Lošinj puis en 1982 à Copenhague. En 1984 il gagne le Tournoi de go d'Amsterdam mais est battu en final du Championnat de France de go par Yan, joueur coréen 5 Dan installé en France, puis en 1985 par Frédéric Donzet, un jeune joueur de 20 ans. Il est cependant vainqueur du Tournoi de go de Londres en 1985. Il participe également au London Open Lightning qu'il gagnera par deux fois, lors du championnat de 1983-84 tout d'abord et lors de celui de 1985-86.
Deuxième au Tournoi de go de Bruxelles en 1986, André Moussa réussit à regagner son titre de champion de France cette année-là, titre qu'il conservera jusqu'en 1992. Il ne le perdra qu'en finale en 1993 face à Farid Ben Malek, revenu du Japon où il avait passé 1 an et demi en tant qu'insei (étudiant en formation pour devenir professionnel).
Depuis les années 2000, il s'est tourné vers le bridge. Il exerce dans un club, enseigne et organise les rencontres.

## Palmarès
- Médaille de bronze des championnats d'Europe en 1980 (à Mali Lošinj) ;
- Médaille de bronze des championnats d'Europe en 1982 (à Copenhague) ;
- 13 fois Champion de France (record), en 1976, 1977, 1980, 1981, 1982, 1983, 1986, 1987, 1988, 1989, 1990, 1991, et 1992[6],[1] ;
- 4 fois Vice-champion de France, en 1984, 1985, 1993, et 1994 [6];
- Vainqueur du Tournoi de go de Paris en 1987 (2e en 1981, 1982, 1985, 1986 et 1988; 3e en 1997) ;
- Vainqueur du Tournoi de go d'Amsterdam en 1984[2] ;
- Vainqueur du Tournoi de go de Londres en 1985[3].
- 2 fois Vainqueur du London Open Lightning en 1983-84 et 1985-86[4]